# Serge Dubois (acteur)
Serge Dubois (ca. 1962) is een Frans acteur.

## Levensloop
Dubois was onder onder te zien in Les Petits Meurtres d'Agatha Christie, waarin hij onder meer de rol van korporaal Ménard speelde. 

## Filmografie
- D'amour et d'eau salée (1996)
- Alle Le Guen (1997)
- Le nègre de Molière (2005)
- Baptêmes du feu (2008)
- L'affaire Bruay-en-Artois (2008)
- Les Petits Meurtres d'Agatha Christie (2008)
- Pourquoi pas blanche-neige pendant qu'on y est? (2011)